# Grohmannové
Grohmanové byla podnikatelská rodina, která podnikala v textilním, důlním a železářském průmyslu.

## Historie
Nejstarší písemný záznam rodu Grohmannů pochází z roku 1583 z okolí Krásné Lípy. Z roku 1640 je doložen hajný z rodu Grohmanů, který zastřelil dva vlky u Zadní Doubice a na jejich památku tam umístil pamětní desku. Jako prodejce nití a sítí Valentin Grohmann (1702–1779) začínal podnikat v textilním průmyslu a jeho podnik se začal v rodině dědit. Na počátku 19. století se rodina i podnikání rozdělilo mezi dva bratry Antona a Karla (1809–1874). Antonín převzal po svém otci Josefu Franzovi (1779–1851) podnik ve Slezsku a Karel v severních Čechách.
Karel se oženil s Augustou, dcerou Ignace Martinse z Martinstalu u Cvikova. Sňatkem získal bohaté věno a později i tchánův podnik. V Lindavě vznikla firma Karel Grohmann a syn a v Bystřanech založili Martin (1840–1914) a Theodor (1844–1919) firmu Bratři Grohmanové. V roce 1876 rozšířili své podnikání do Benešova nad Ploučnicí, kde později vlastnili dně barvírny a dvě přádelny bavlny. V roce 1888 bratři Grohmannové koupili velkostatek a Dolní zámek od jeho poslední majitelky hraběnky Aloisie Černínové. Zámek sloužil jako rodinný dům a obytný dům pro úředníky a kanceláře.
Martin Grohman zemřel v dubnu 1914 a jeho bratr Theodor 24. února 1919. Jejich nástupci byli Martin, Theodor a Arwed Grohmannové.

### Důl Grohman
V letech 1891–1892 získali důlní míry v Kundraticích, Podhůří, Vysoké Peci, Drmalech a Dřínově. V roce 1892 založili hnědouhelný hlubinný důl Grohmann (po roce 1958 důl Maršál Koněv).

### Vrbno pod Pradědem
Další z Grohmanů Jan (Johan) Josef (1792–1873) se stal podílníkem firmy Weis a Rössler. Jeho praděd byl Valentin, jeho otec pocházel z druhého manželství Valentina Grosmanna s. Josef v roce 1812 vstoupil do společnosti Josef Grohmann (1792–1873) a s jeho podílem v roce 1817 vznikla firma Weiss, Röessler & Co. Spojení nebylo jen kapitálové. Josef Grohmann se oženil s neteří a chovankou Ferdinanda Rösslera Amálií Rösslerovou (1798–1845), se kterou měl 13 dětí. V roce 1821 firmu opustil Ferdinand Röessler a přenechal podnik a dům v Josefu Grohmannovi. V roce 1845 Nastupuje do podniku nejstarší syn Quido (1820–1874). V roce 1846 byl změněn název firmy na Weiss und Grohmann. Pod tlakem konkurence v roce 1847 vznikla mechanická továrna na nitě. V roce 1883 byla firma rozdělena na Weiss und Co. se sídlem ve Vídni vedená následníky rodu Weissových. Továrnu na nitě ve Vrbně přebrali v roce 1883 vdova Emma a Emil nejmladší syn Quida Grohmanna a založili firmu Grohmann & Co. k. k. privilegierte Leinen, Baumwollzwirn - und Flechtwaaren - Fabrik Würbenthal (Grohmann & Co.). Rodina Grohmannů vedla továrnu až do roku 1945.
Grohmannové byli významní podnikatelé ve Vrbně pod Pradědem, kteří vlastnili továrny ve Vrbně, Pochni, Markvarticích, v rumunském Temešváru a v maďarské Rákospalotě.
Karel Grohman (1838–1901), předposlední syn Josefa a Amálie, vlastnil od roku 1867 železárnu Jemné válcovny Karl Grohman v Markvarticích, od roku 1884 společník jeho druhorozený syn Robert. S železářským podnikem Adolf Grohmann a syn se spojili s obchodníky Tlach a Kiela z Ratiboře a založili akciovou společnost Moravskoslezská pro drátěnou výrobu a vystavěli v roce 1896 drátovnu v Bohumíně. Výroba drátu pak byla z Vrbna přeložena do Bohumína, kde od roku 1906 vyráběla pozinkovaný drát, v roce 1913 přibyla produkce ocelových a měděných lan. Po znárodnění v roce 1945 pokračoval další rozvoj výroby a v roce 1958 byla spojena s železárnami do jednoho podniku, který nesl název Železárny a drátovny Bohumín.